# Énergie musculaire
La « production » d'énergie pour la contraction musculaire — de même que pour le fonctionnement du cerveau et de tous les organes, comme celui de tous les êtres vivants — nécessite au moins une source d'énergie. 
L'énergie est apportée principalement par l'alimentation. Elle est stockée sous forme de sucres. Mais il existe diverses formes d'énergies utilisables par les organismes vivants, dont les énergies mécanique[réf. nécessaire], thermique et chimique.

## Sources d'énergie musculaire
L'organisme (animal, végétal, bactérien), ne crée pas ces énergies, mais il va pouvoir transformer une énergie en une autre (par exemple à partir de l'énergie solaire pour les plantes (photosynthèse) et les bactéries photosynthétiques).
C’est l'adénosine triphosphate (ATP) qui va fournir l’énergie chimique aux cellules musculaires et qui sera transformée en énergie mécanique (mouvement). C’est la seule molécule capable de fournir de l’énergie aux muscles. Le rendement énergétique global de la contraction musculaire est d’environ 24 %.
Les réserves d'ATP sont faibles. À une intensité maximale, elles ne permettraient des efforts que de quelques secondes. Il faut donc reconstituer de l’ATP en permanence.